# La serva amorosa
La serva amorosa è una commedia di Carlo Goldoni del 1752. Fa parte delle  commedie scritte per un impegno contrattuale con il capocomico Girolamo Medebach.
La serva civetta è una figura presente in tante opere goldoniane, ma qui si sublima in vera e propria benefattrice. Corallina opera per il bene altrui senza interesse. Infatti l'amore che prova per il suo padrone Florindo, è completamente disinteressato, un amore protettivo e quasi materno. Due volte rifiuta quello che risulterebbe logico: sposare il padrone per il quale aveva fatto tanto.

Corallina però è più saggia di Florindo e suo padre Ottavio, entrambi favorevoli al matrimonio per gratitudine alla serva fedele. Lei così ne ragiona a Florindo: 
La questione della dote sembra essere sollevata giusto per togliere il pensiero del matrimonio dalla testa di Florindo; non si può certo accusarla di fare tutto per i soldi. È da notare la sua umiltà: non si ritiene degna di sposare il “figlio unico di casa ricca e civile”, la legge delle differenze sociali è forte, ed è ancora più forte la dipendenza dalla voce del mondo, capace certamente di rovinare la reputazione delle donne.

La logica infallibile di Corallina si integra con un'altra ragione, pronunciata quando rimane sola: 
Qui emerge la sua caratteristica più importante, accanto all'altruismo: l'intelligenza. Riesce a cogliere la psicologia della situazione, che per il momento è favorevole per lei, ma presto potrebbe tornarle contro.

Quando entra in scena la prima volta, la si vede lavorare su un paio di calze, che devono procurare il pranzo di quel giorno. Dato che le vende a Rosaura, comincia anche a mettere in moto il suo piano del matrimonio tra lei e Florindo. La sua forza nella sventura si intravede nella seguente affermazione: 
 In evidente contrasto con la dichiarazione citata sopra nella scena con Pantalone, sembra probabile che un'affermazione del genere tenda a salvare l'orgoglio del padrone. L'inettitudine di quest'ultimo è in perfetto contrasto con l'energia dinamica di Corallina: più lui si abbandona alla disperazione, più lei si impegna a cambiare le cose. Come tante altre volte, si assiste nell'opera goldoniana alla debolezza maschile e alla forza femminile. Florindo si lamenta, piange, sospira, fa perdere la pazienza perfino alla sua serva amorosa: 
 Anche in questi presunti rimproveri si intravede però il suo infinito altruismo, il suo sforzo di far passare il malumore al “padroncino”.
“...ma quando ancora mi dovessi ingannare, e meco dovesse essere ingrato, non mi pentirò mai di quello che per lui ho fatto, essendo certa e sicura, che il bene è sempre bene; e che tutto il bene, che da noi si fa, viene ricompensato dal cielo; signor sì, dal cielo, che conosce il cuore delle persone, e premia e rimunera le buone opere e le buone intenzioni.”(II/3) Ecco la motivazione morale della serva altruista.

## Poetica
Goldoni nella prefazione dice:. 
 Come avviene anche nella Donna di garbo, l'autore cerca di difendere la sua protagonista contro le critiche; richiama la propria esperienza di aver incontrato delle serve così “pronte di spirito”. Per quanto riguarda l'attrice Marliani, anche in questo caso il ruolo fu modellato proprio sulla sua personalità. 
.

Le parole finali di Corallina, che sembrano prendere una posizione evidente nel dibattito sulle donne svolto proprio in quell'epoca: 
La critica vede nel carattere di Corallina una anticipazione di quello di Mirandolina de La locandiera commedia scritta dopo pochi mesi che ha avuto una fama molto più importante.